# Kevin Moon
Kevin Moon (Perth, 8 juni 1987) is een Schotse voetballer (middenvelder) die sinds 2004 voor de Schotse eersteklasser St. Johnstone FC uitkomt. 